# Sant'Adriano al Foro (diaconia)
La diaconia di Sant'Adriano al Foro (in latino: Diaconia Sancti Hadriani in Foro) è un antico titolo cardinalizio della Chiesa cattolica.

## Storia
La diaconia fu eretta nell'VIII regione di Roma (Augustea) da papa Gregorio III intorno al 734 e confermata da papa Adriano I intorno al 775.
Secondo il Liber Pontificalis la chiesa di Sant'Adriano al Foro fu creata da papa Onorio I sul luogo dell'antica Curia Hostilia intorno al 630. Papa Sergio I la designò come punto d'inizio per le litanie durante alcune celebrazioni religiose.
A causa della distruzione dell'antica chiesa per il restauro della curia del Senato, la diaconia fu soppressa con la costituzione apostolica Sancti Hadriani Ecclesia del 25 gennaio 1946 di papa Pio XII e trasferita a quella di San Paolo alla Regola.

## Titolari
- Guglielmo Pietro le Clerc (1062-1072)
- Paolo Boschetti (o Boschettus) (1072-1073)
- San Berardo dei Marsi (1099- circa 1100)
- Pietro, O.S.B. (circa 1100-1122)
- Matteo (1122- circa 1126)
- Pietro Ottavio (1127-1130)
- Guido (1130-1138)
- Ubaldo (?) (1138-1141 o 1144?)
- Gilberto (1141-1143)
- Giovanni Paparoni (o Paparo, o Paperone) (1143-1151)
- Alberto Sartori di Morra (papa Gregorio VIII), O.S.B. (1155-1158)
- Cinzio Papareschi (o di Guidoni Papareschi) (1158-1178)
- Rainier le Grand (1178-1182)
- Gerardo Allucingoli † (1182 - 1204 deceduto)[1]
- Angelo † (1212 - 1214 deceduto)
- Stefano de Normandis dei Conti † (1216 - 1228 nominato cardinale presbitero di Santa Maria in Trastevere)
- Goffredo da Trani † (28 maggio 1244 - circa 1245 deceduto)
- Ottobono Fieschi † (dicembre 1251 - 11 luglio 1276 eletto papa)
- Napoleone Orsini † (maggio 1288 - 23 marzo 1342 deceduto)
- Rinaldo Orsini † (17 dicembre 1350 - 6 giugno 1374 deceduto)
- Gentile di Sangro † (18 settembre 1378 - circa 1385)
- Ludovico Fieschi † (circa 1385 - 3 aprile 1423 deceduto)
  - Bonifacio Ammanati † (21 dicembre 1397 - 19 luglio 1399 deceduto)[2]
- Hugues de Lusignan † (24 maggio 1426 - 14 marzo 1431 nominato cardinale presbitero di San Clemente)
  - Vacante (1431-1473)
- Stefano Nardini † (7 maggio 1473 - 12 novembre 1476 nominato cardinale presbitero di Santa Maria in Trastevere)
- Giovanni d'Aragona † (10 dicembre 1477 - 10 settembre 1483 nominato cardinale presbitero di Santa Sabina)
  - Vacante (1483-1485)
  - Giovanni Conti † (1485-1489) (in commendam)[3]
- Pierre d'Aubusson, O.S.Io.Hieros. † (9 marzo 1489 - 3 luglio 1503 deceduto)
- François Guillaume de Castelnau-Clermont-Ludève † (6 dicembre 1503 - 2 maggio 1509 nominato cardinale presbitero di Santo Stefano al Monte Celio)
- Bandinello Sauli † (17 marzo 1511 - 24 ottobre 1511 nominato cardinale presbitero di Santa Sabina)
- Agostino Trivulzio † (6 luglio 1517 - 30 marzo 1548 deceduto)[4]
- Jean du Bellay, titolo pro illa vice † (9 aprile 1548 - 25 febbraio 1549 nominato cardinale presbitero di San Crisogono)
- Odet de Coligny de Châtillon † (25 febbraio 1549 - 31 marzo 1563 dimesso)
- Innico d'Avalos d'Aragona, O.S.Iacobi † (30 luglio 1563 - 3 marzo 1567 nominato cardinale presbitero di San Lorenzo in Lucina)
- Fulvio Giulio della Corgna, O.S.Io.Hieros. † (3 marzo 1567 - 5 maggio 1574 nominato cardinale vescovo di Albano)
- Prospero Santacroce † (5 maggio 1574 - 4 marzo 1583 nominato cardinale presbitero di San Clemente)
- Andrea Báthory † (23 luglio 1584 - 7 gennaio 1587 nominato cardinale diacono di Sant'Angelo in Pescheria)
- Girolamo Mattei † (14 gennaio 1587 - 20 aprile 1587 nominato cardinale diacono di Sant'Agata dei Goti)
- Agostino Cusani † (9 gennaio 1589 - 14 gennaio 1591 nominato cardinale presbitero di San Lorenzo in Panisperna)
- Odoardo Farnese † (20 novembre 1591 - 12 giugno 1595 ?)
- Francesco Mantica † (21 giugno 1596 - 24 gennaio 1597 nominato cardinale presbitero di San Tommaso in Parione)
- Giovanni Battista Deti † (17 marzo 1599 - 15 dicembre 1599 nominato cardinale diacono di Santa Maria in Cosmedin)
- Alessandro d'Este † (17 aprile 1600 - 15 novembre 1600 nominato cardinale diacono di Santa Maria Nuova)
  - Vacante (1600-1605)
- Giovanni Doria † (5 dicembre 1605 - 2 ottobre 1623 nominato cardinale presbitero di San Pietro in Montorio)
- Louis de Nogaret de la Valette † (20 novembre 1623 - 27 settembre 1639 deceduto)
  - Vacante (1639-1644)
- Achille d'Estampes de Valençay, O.S.Io.Hieros. † (2 maggio 1644 - 27 giugno 1646 deceduto)
- Francesco Maidalchini † (16 dicembre 1647 - 5 maggio 1653 nominato cardinale diacono di San Pancrazio)
- Decio Azzolino juniore † (23 marzo 1654 - 12 marzo 1668 nominato cardinale diacono di Sant'Eustachio)
- Carlo Cerri † (19 maggio 1670 - 14 maggio 1690 deceduto)
- Gianfrancesco Albani † (22 maggio 1690 - 30 marzo 1700 nominato cardinale presbitero di San Silvestro in Capite)
  - Vacante (1700-1706)
- Pietro Priuli † (25 giugno 1706 - 6 maggio 1720 nominato cardinale presbitero di San Marco)
- Alessandro Albani † (24 settembre 1721 - 23 settembre 1722 nominato cardinale diacono di Santa Maria in Cosmedin)
- Giulio Alberoni † (12 giugno 1724 - 20 settembre 1728 nominato cardinale presbitero di San Crisogono)
- Neri Maria Corsini † (8 gennaio 1731 - 6 maggio 1737 nominato cardinale diacono di Sant'Eustachio)
- Marcellino Corio † (30 settembre 1739 - 20 febbraio 1742 deceduto)
- Girolamo de Bardi † (23 settembre 1743 - 28 maggio 1753 nominato cardinale presbitero di Santa Maria degli Angeli)
- Giovanni Francesco Banchieri † (10 dicembre 1753 - 18 ottobre 1763 deceduto)
- Enea Silvio Piccolomini † (1º dicembre 1766 - 18 novembre 1768 deceduto)
  - Vacante (1768-1785)
- Carlo Livizzani Forni † (11 aprile 1785 - 21 febbraio 1794 nominato cardinale presbitero di San Silvestro in Capite)
  - Vacante (1795-1803)
- Luigi Gazzoli † (11 luglio 1803 - 23 giugno 1809 deceduto)
  - Vacante (1809-1817)
- Lorenzo Prospero Bottini † (1º ottobre 1817 - 11 agosto 1818 deceduto)
- Cesare Guerrieri Gonzaga † (27 settembre 1819 - 5 febbraio 1832 deceduto)
  - Vacante (1832-1838)
- Giuseppe Ugolini † (13 settembre 1838 - 17 dicembre 1855 nominato cardinale diacono di Santa Maria in Cosmedin)
  - Vacante (1855-1886)
- Camillo Mazzella, S.I. † (7 giugno 1886 - 22 giugno 1896 nominato cardinale presbitero di Santa Maria in Traspontina)
- José de Calasanz Félix Santiago Vives y Tutó, O.F.M.Cap. † (22 giugno 1899 - 7 settembre 1913 deceduto)
  - Vacante (1913-1923)
- Evaristo Lucidi † (20 dicembre 1923 - 31 marzo 1929 deceduto)
  - Vacante (1929-1946)